# Hymenaster cremnodes
Hymenaster cremnodes is een zeester uit de familie Pterasteridae.
De wetenschappelijke naam van de soort werd in 1920 gepubliceerd door Hubert Lyman Clark.